# Ars moriendi

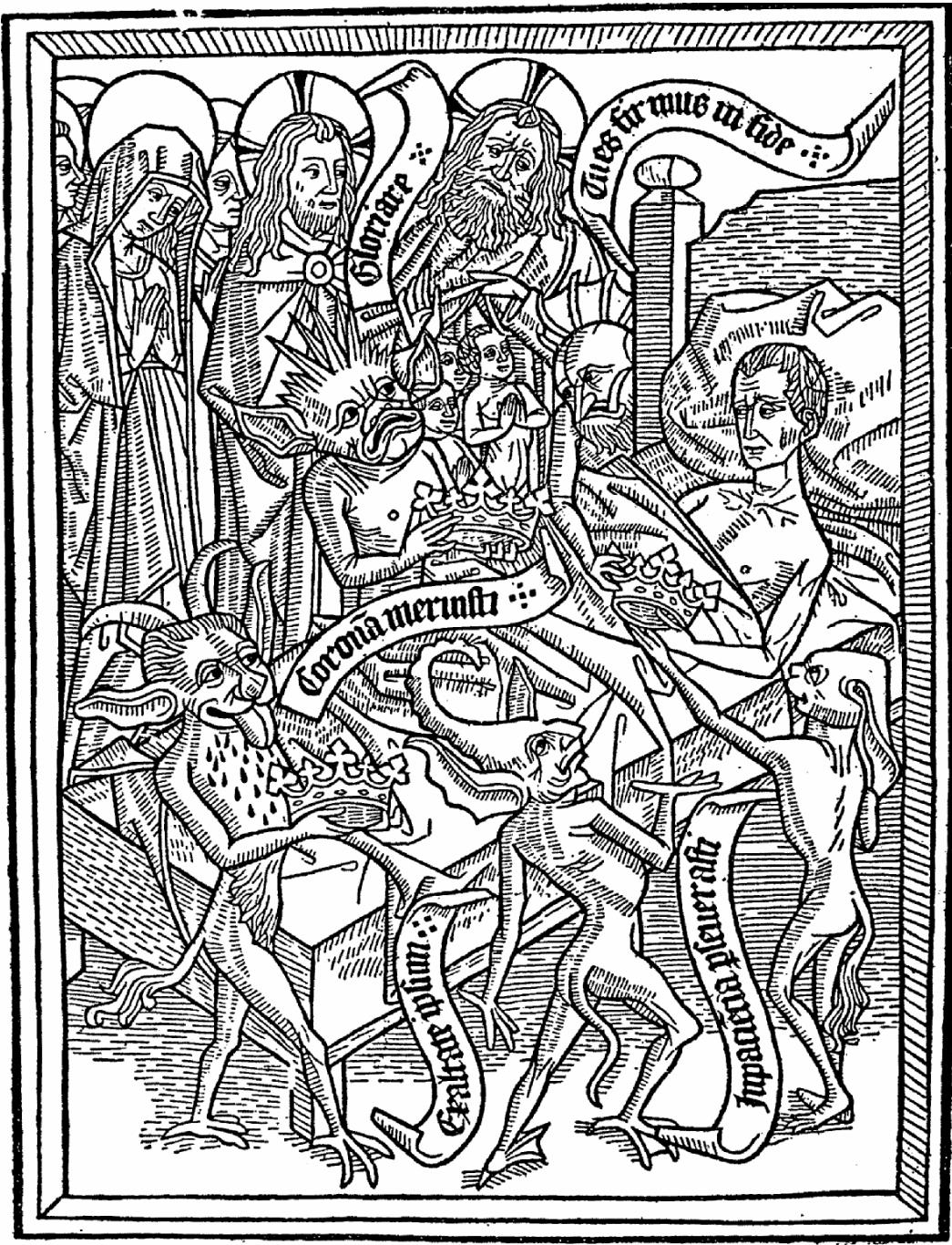
Dämonen versuchen einen Sterbenden mit Kronen (ein Zeichen irdischen Stolzes), unter den missbilligenden Blicken Mariens, Christi und Gottes, des Vaters. Holzschnitt

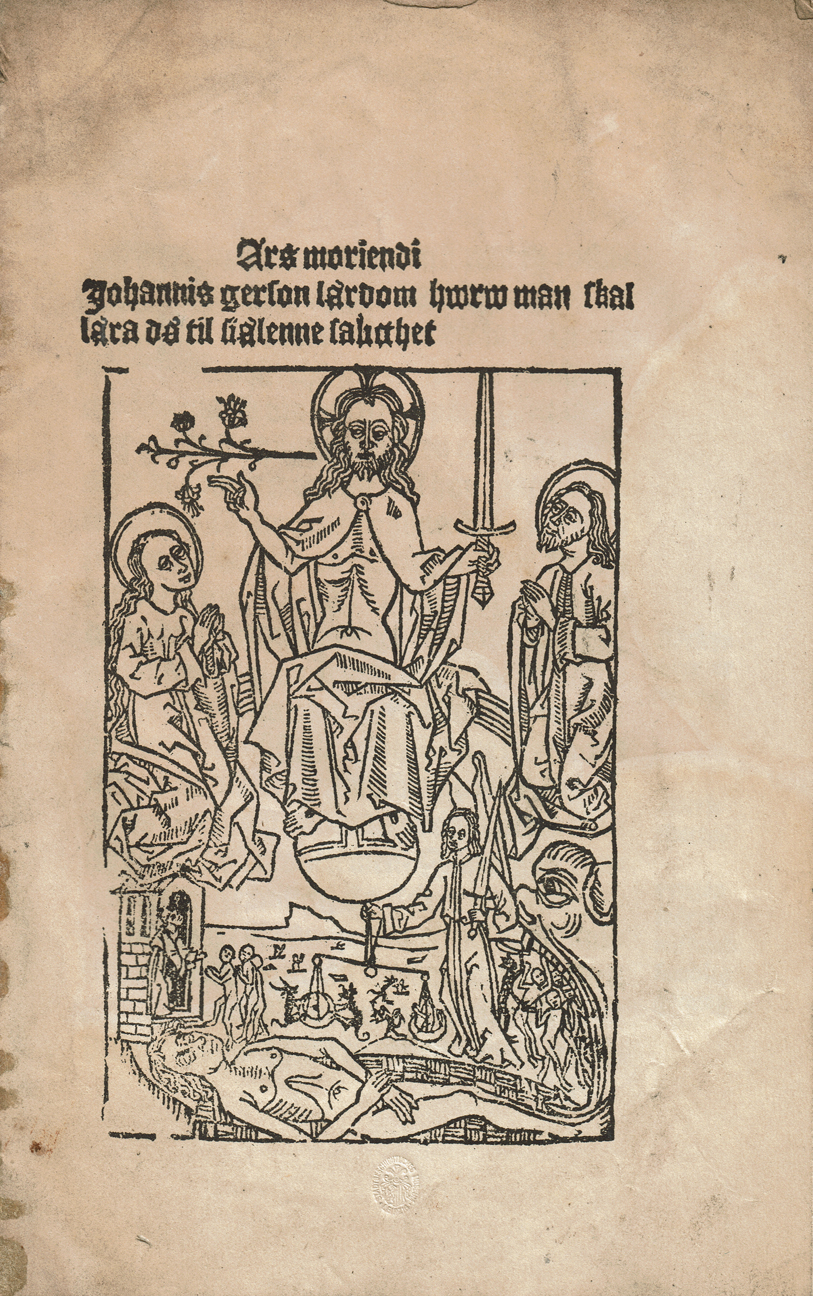
Titelblatt einer Ausgabe von Jean Gersons Ars Moriendi, Uppsala 1514 (Schweden), Nachdruck von 1881

Als Ars moriendi (lateinisch für „die Kunst des Sterbens“, „Sterbekunst“) wird eine im Spätmittelalter entstandene Gattung der Erbauungsliteratur bezeichnet, die die christliche Vorbereitung auf einen guten, das Leben gut abschließenden bzw. heilsamen Tod lehrt. Dabei kann Ars moriendi sowohl die unmittelbare Situation des Sterbens (den „guten Tod“) als auch die Einübung des Sterbens zur rechten Zeit und die „Kunst des heilsamen Lebens und Sterbens“ bedeuten. Der „Gegenbegriff“ ist Ars vivendi. Auch in der asiatischen Kultur wird die Vorbereitung auf den Tod gelehrt, so vor allem im Tibetanischen Totenbuch.

## Entstehung
Im Mittelalter fürchtete man, auch vor dem Hintergrund vieler Seuchen wie dem Schwarzen Tod, vor allem den unerwarteten Tod. Einige Heilige, wie etwa der hl. Christophorus oder der hl. Josef, wurden gegen einen unvorbereiteten Tod oder um ein gutes Sterben angerufen. Der tägliche Anblick des hl. Christophorus sollte vor einem unvorbereiteten Tod bewahren; die übergroße Darstellung des hl. Christophorus an vielen Kirchen diente diesem Zweck. Man fürchtete insbesondere, ohne die rechte Vorbereitung der Seele und ohne christliche Begleitung sterben zu müssen, etwa, indem man von Räubern erschlagen wurde.
Mit der Einübung einer Ars moriendi wollte man erreichen, dass die Menschen sich um das Heil ihrer Seele (salus animae) bemühten, solange noch Zeit dazu war. In einer solchen Erbauungsschrift finden sich für gewöhnlich Ausführungen über die Versuchungen und Wurzelsünden, die dem Heil der Seele gefährlich oder abträglich sein konnten: Versuchungen des Glaubens, der Verzweiflung nachgeben, dem Hochmut oder Stolz (superbia) verfallen, wie auch die Versuchung durch irdische Güter, gefolgt von Erläuterungen, wie diesen Versuchungen begegnet werden könne. Vor allem in den „Letzten Worten“ soll die Einsicht des Sterbenden in den Sinn seines Lebens zum Ausdruck kommen, wobei die Interpretation dieser Worte oft umstritten ist: Goethe soll in der Stunde seines Todes gesagt haben: „Mehr Licht“, einige wollen aber verstanden haben: „Mehr nicht!“
Jean Gerson schrieb um 1408 den Prototyp der Textgattung der Ars moriendi, das Opus(culum) tripartitum. Der elsässische Prediger Johann Geiler von Kaysersberg übersetzte dieses Werk um 1481 unter dem Titel Wie man sich halten sol by eym sterbenden Menschen und verfasste 1497 eine selbständige Schrift: Ein ABC, wie man sich schicken sol, zu einem kostlichen seligen tod.
Die Ars moriendi des Meisters E. S. von 1415 bzw. in einer zweiten Fassung von 1450 enthält zahlreiche illustrierende Holzschnitte, die wiederum auf Illuminationen früherer Autoren beruhten.
Domenico Kardinal Capranica verfasste 1452 ein weiteres Erbauungsbuch über einen guten Tod, den Speculum artis bene moriendi („Spiegel der Kunst des guten Sterbens“, auch Ars bene moriendi, „Die Kunst des guten Sterbens“), das 1473 in deutscher Übertragung vorlag. Daneben wurden auch viele Artes moriendi ohne Angabe des Verfassers gedruckt. In der bildlichen Kunst des Mittelalters entspricht deren Grundhaltung auch der des sogenannten Totentanzes, dessen Darstellung vom Spätmittelalter bis ins 16. Jahrhundert ihre Blütezeit hatte.
Die ars moriendi war bis ins Zeitalter der Aufklärung Bestandteil der europäischen Philosophie. So schrieb Michel de Montaigne „Philosophieren heißt sterben lernen“.
In jüngerer Zeit geht man offener mit dem Thema des Sterbens um als früher. Es häufen sich Berichte über Nahtoderfahrungen, auch Tagebücher von Menschen, die beschreiben, wie sie sich – z. B. angesichts schwerer Krankheiten – auf den Tod vorbereiten. Darunter ist der Bericht von Peter Noll hervorzuheben, kommentiert von seinem Freund Max Frisch.